# Antiche unità di misura della provincia di Treviso

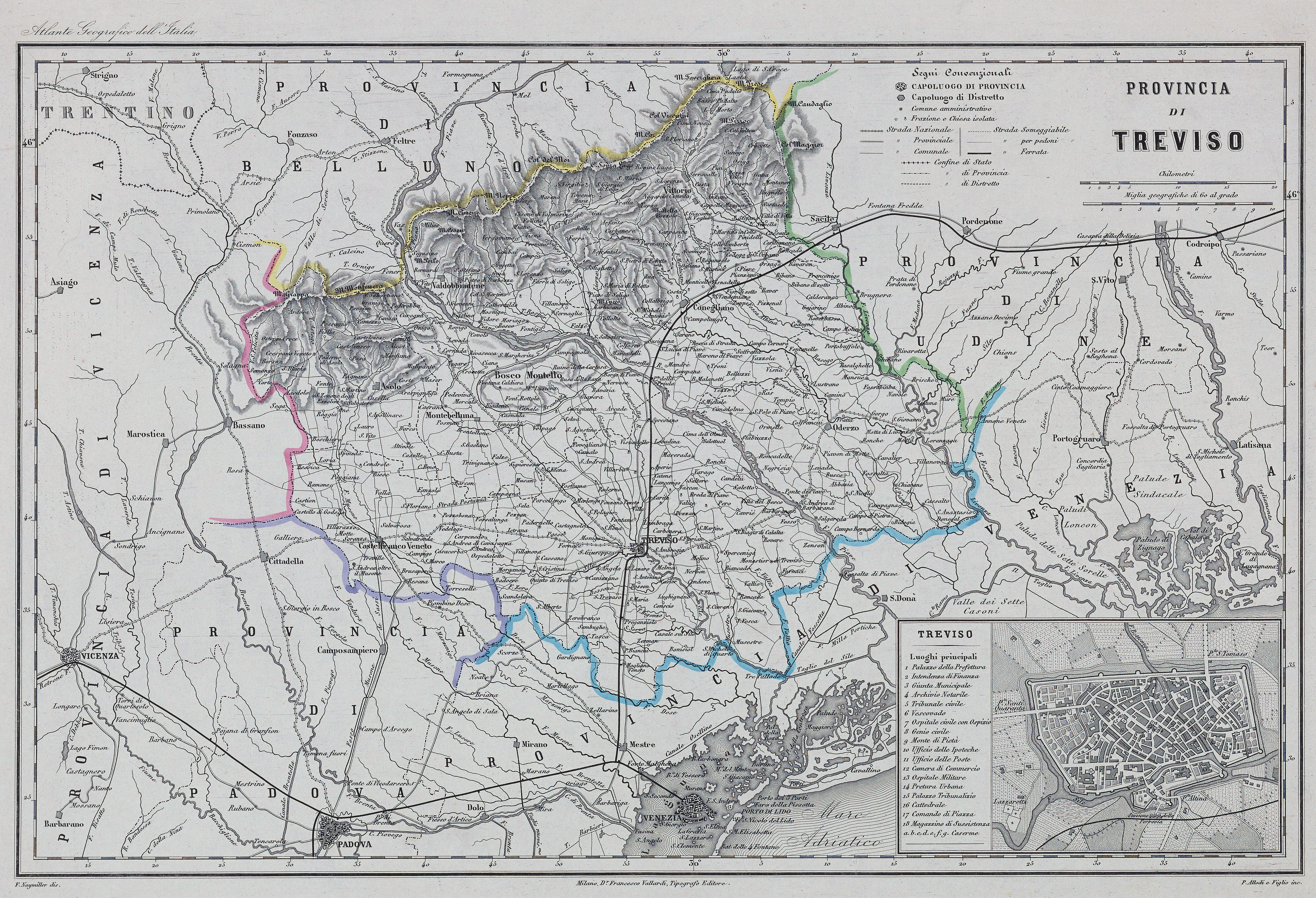
Provincia di Treviso, 1860 circa

Sono qui riportate le conversioni tra le antiche unità di misura in uso nella provincia di Treviso e il sistema metrico decimale, così come stabilite ufficialmente nel 1877.
Nonostante l'apparente precisione nelle tavole, in molti casi è necessario considerare che i campioni utilizzati (anche per le tavole di epoca napoleonica) erano di fattura approssimativa o discordanti tra loro.

## Misure di lunghezza
| Comuni                                                            | Denominazione      | Valore   | Unità |
| ----------------------------------------------------------------- | ------------------ | -------- | ----- |
| Tutti i comuni, meno i seguenti per indicate specialità di misura | Braccio da panno   | 0,676189 | m     |
| Tutti i comuni, meno i seguenti per indicate specialità di misura | Braccio da seta    | 0,634014 | m     |
| Tutti i comuni, meno i seguenti per indicate specialità di misura | Piede da fabbrica  | 0,347735 | m     |
| Tutti i comuni, meno i seguenti per indicate specialità di misura | Piede agrimensorio | 0,408105 | m     |
| Gaiarine                                                          | Braccio da panno   | 0,695470 | m     |
| Gaiarine                                                          | Braccio da seta    | 0,655188 | m     |
| Portobuffole, Gaiarine, Mansuè, Meduna                            | Braccio da panno   | 0,678599 | m     |
| Portobuffole, Vittorio, Gaiarine, Mansuè, Conegliano              | Braccio da seta    | 0,636252 | m     |

Il braccio mercantile si divide in 12 once, oppure in 4 quarte, od anche in metà, terzi, quarti, ottavi.
Il piede fabbrile ed agrimensorio si divide in 12 once, l'oncia in 12 linee.
Per le alterazioni avvenute nel tempo, più o meno avvertitamente, nei campioni del braccio trevigiano da lana si trovò che in presente il campione usato per Treviso e Montebelluna dal già Verificatore di Treviso era eguale a metri 0,6747; e che il campione usato in Conegliano era eguale a Metri 0,6742.
Nel Comune di Motta si usava pure il braccio da seta di Venezia uguale a metri 0,638721

## Misure di superficie
| Comuni | Denominazione | Valore    | Unità |
| --- | ------------- | --------- | ----- |
| Tutti i comuni meno i seguenti | Campo         | 5204,6900 | m²    |
| Conegliano, Santa Lucia, Mareno di Piave, Vazzola. Refrontolo, Susegana, San Pietro di Feletto, S. Vendemiano, Cimetta (borgata di Codognè) | Campo         | 5441,3785 | m²    |

Il campo di Treviso si divide in 1250 tavole, la tavola in 25 piedi agrimensori quadrati.
Il campo di Conegliano si divide in 1250 tavole, la tavola in 36 piedi agrimensori quadrati.
Nei comuni di Gaiarine e Meduna si usa pure la misura agraria di Valvasone.

## Misure di volume
| Comuni         | Denominazione | Valore | Unità |
| -------------- | ------------- | ------ | ----- |
| Tutti i comuni | Piede cubo    | 67,373 | L     |
| Tutti i comuni | Piede cubo    | 42,048 | L     |

Il piede cubo è di 1728 once cube.
125 piedi cubi fanno il passo cubo.

## Misure di capacità per gli aridi
| Comuni | Denominazione | Valore  | Unità |
| --- | ------------- | ------- | ----- |
| Distretti di Treviso, Asolo, Castelfranco Veneto, Montebelluna, Valdobbiadene, comuni di Oderzo, Pieve di Soligo, Ormelle, Cimadolmo, Fontanelle, Piavon, Ponte di Piave, Salgareda, S. Polo di Piave | Sacco o staio | 86,8120 | L     |
| Distretto di Conegliano (meno i comuni di Pieve di Soligo, Gaiarine, S. Fior) e comuni di Meduna, Motta, Cessalto, Chiarano, Gorgo                                                                    | Sacco o staio | 93,5077 | L     |
| Distretto di Asolo | Sacco         | 87,8557 | L     |
| Gaiarine, Codognè | Staio         | 86,8120 | L     |
| Distretto di Vittorio, comuni di Gaiarine, Portobuffolé, S. Fior, Mansuè, Codognè, Fontanelle | Sacco o staio | 97,6635 | L     |

Il sacco di Treviso si divide in 4 quarte, la quarta in 4 quartieri, il quartiere in 4 minelle.
Il sacco di Conegliano si divide in 4 quarte, la quarta in 4 quartieri.
Il sacco di Asolo si divide in 4 quarte, la quarta in 12 minelle.
Lo staio di Gaiarine si divide in 4 quarte, la quarta in 4 quartieri.
Il sacco di Vittorio sì divide in 8 calvie, la calvia in 8 minelle.

## Misure di capacità per i liquidi
| Comuni | Denominazione  | Valore   | Unità |
| --- | -------------- | -------- | ----- |
| Distretti di Treviso, Castelfranco Veneto, Montebelluna, Valdobbiadene, comuni di Pieve di Soligo, Oderzo, Cimadolmo, Fontanelle, Ormelle, Piavon, Ponte di Piave, Salgareda, S. Polo di Piave | Conzo di città | 77,9800  | L     |
| Distretto di Asolo | Mastello       | 73,3752  | L     |
| Distretto di Conegliano (meno i comuni di Codognè, Gaiarine, Godega, Orsago, Pieve di Soligo)                                                                                                  | Mastelletto    | 40,5879  | L     |
| Gaiarine, Codognè | Conzo          | 84,1193  | L     |
| Godega, Orsago | Orna           | 212,1675 | L     |
| Distretto di Vittorio, comuni di Pieve di Soligo, Fontanelle | Secchio        | 14,2870  | L     |
| Portobuffolé, Mansuè, Gaiarine | Conzo          | 82,5621  | L     |
| Motta, Gorgo, Cessalto, Chiarano | Conzo          | 87,6226  | L     |
| Meduna | Conzo          | 77,2645  | L     |
| Campomolino | Conzo          | 117,9460 | L     |

II conzo di città o mastello di Treviso si divide in 48 boccali, il Boccale in due bocce. Otto boccali fanno una secchia. Dieci conzi fanno una botte.
In Montebelluna ed altri comuni il mastello di Treviso si divide invece in 6 secchie, la secchia in 6 boccali, il boccale in due bocce; in tal caso il mastello è di 72 bocce invece di 96, come si usa in Treviso.
In Treviso si usa pure il conzo di Campagna che corrisponde a 36 boccali, diviso in 6 secchie di 6 boccali ciascuna.
Il mastello di Asolo si divide in 72 bocce.
10 mastelli fanno una botte.
Il mastelletto di Conegliano si divide in 18 boccali.
Il conzo di Gaiarine si divide in 60 boccali.
L'orna di Godega si divide in 160 boccali.
Il secchio di Vittorio si divide in 12 inghistare.
Nei comuni o borgate di Serravalle, Cappella, Cordignano, Cison di Valmarino, Sarmede, Pollina. Frogona, Revine-Lago del distretto di Vittorio si usa una botte di 60 sacchi.
Il conzo di Portobuffolé si divide in 63 boccali.
Il conzo di Motta si divide in 72 boccali, il boccale in due mezze.
Il conzo di Meduna si divide in 60 boccali.
Il conzo di Campomolino si divide in 90 boccali. È però andato in disuso, essendosi adottata la misura di Gaiarine al cui comune appartiene la borgata Campomolino.

## Pesi
| Comuni                                                                                             | Denominazione  | Valore  | Unità |
| -------------------------------------------------------------------------------------------------- | -------------- | ------- | ----- |
| Tutti i comuni                                                                                     | Libbra grossa  | 516,749 | g     |
| Tutti i comuni, meno i seguenti                                                                    | Libbra sottile | 338,883 | g     |
| Portobuffolé, Oderzo, Campomolino, Gaiarine, Vittorio, Asolo, Castelfranco Veneto, Pieve di Soligo | Libbra sottile | 301,230 | g     |

La libbra grossa, come la libbra sottile, si divide in 12 once.
Cento libbre fanno un centinaio.
I farmacisti usano la libbra medica viennese uguale a Grammi 420.008, e anche la libbra sottile di Venezia.
Gli orefici usano il marco veneto di Grammi 238,499.
In genere però si usavano anche la libbra sottile di Padova e quella di Venezia in tutti i comuni della provincia.

## Territorio
Nel 1874 nella provincia di Treviso erano presenti 96 comuni divisi in 8 distretti.
- Asolo • Altivole, Asolo, Borso del Grappa, Castelcucco, Cavaso del Tomba, Crespano del Grappa, Fonte, Maser, Monfumo, Paderno del Grappa, Possagno, San Zenone degli Ezzelini
- Castelfranco Veneto • Castelfranco Veneto, Castello di Godego, Loria, Resana, Riese, Vedelago
- Conegliano • Codognè, Conegliano, Gaiarine, Godega di Sant'Urbano, Mareno di Piave, Orsago, Pieve di Soligo, Refrontolo, San Fior, San Pietro di Feletto, San Vendemiano, Santa Lucia di Piave, Susegana, Vazzola
- Montebelluna • Arcade, Caerano di San Marco, Cornuda, Montebelluna, Nervesa, Pederobba, Trevignano, Volpago
- Oderzo • Cessalto, Chiarano, Cimadolmo, Fontanelle, Gorgo al Monticano, Mansuè, Meduna di Livenza, Motta di Livenza, Oderzo, Ormelle, Piavon, Ponte di Piave, Portobuffolé, Salgareda, San Polo di Piave
- Treviso • Breda di Piave, Carbonera, Casale sul Sile, Casier, Istrana, Maserada sul Piave, Melma (attuale Silea), Mogliano Veneto, Monastier di Treviso, Morgano, Paese, Ponzano Veneto, Povegliano, Preganziol, Quinto di Treviso, Roncade, San Biagio di Callalta, Spercenigo, Spresiano, Treviso, Villorba, Zenson di Piave, Zero Branco
- Valdobbiadene • Farra di Soligo, Miane, Moriago, San Pietro di Barbozza, Segusino, Sernaglia, Valdobbiadene, Vidor
- Vittorio • Cappella Maggiore, Cison di Valmarino, Colle Umberto, Cordignano, Follina, Fregona, Revine Lago, Sarmede, Tarzo, Vittorio